# Duże Sitno
Duże Sitno (kaszb. Jezoro Wiôldżé Sëtno) – jezioro śródleśne na Wysoczyźnie Polanowskiej w powiecie bytowskim (województwo pomorskie). Jezioro leży na obszarze rezerwatu Jeziora Małe i Duże Sitno w kompleksie leśnym Parku Krajobrazowego Dolina Słupi.
Ogólna powierzchnia: 11,64 ha, długość: 0,66 km, szerokość: 160 m